# Fragagnano
Fragagnano (Fragnànu in dialetto salentino) è un comune italiano di 4 906 abitanti della provincia di Taranto in Puglia.
Situato nell'alto Salento, Fragagnano è anche uno dei 7 comuni che costituiscono le Terre del Mare e del Sole, un'unione di comuni ubicati nella zona orientale della provincia ionica. Il comune fa inoltre parte dell'Area vasta Tarantina.

## Geografia fisica

### Territorio
Il territorio comunale si trova al centro della parte orientale della provincia di Taranto, Fragagnano è sorto in quella che è nota con il nome di Murgia Tarantina (estensione meridionale delle Murge), un complesso collinare che inizia nella parte centrale della provincia ionica e termina nel Salento presso il confine tra la provincia di Lecce e quella di Taranto.
Fragagnano è per altitudine il secondo paese (140 m s.l.m.) delle Murge Tarantine dopo Roccaforzata (145 m) e i contigui comuni di Monteparano (135 m), San Marzano (134 m) e Grottaglie (130 m).

Il territorio presenta molti elementi caratteristici della macchia mediterranea. 

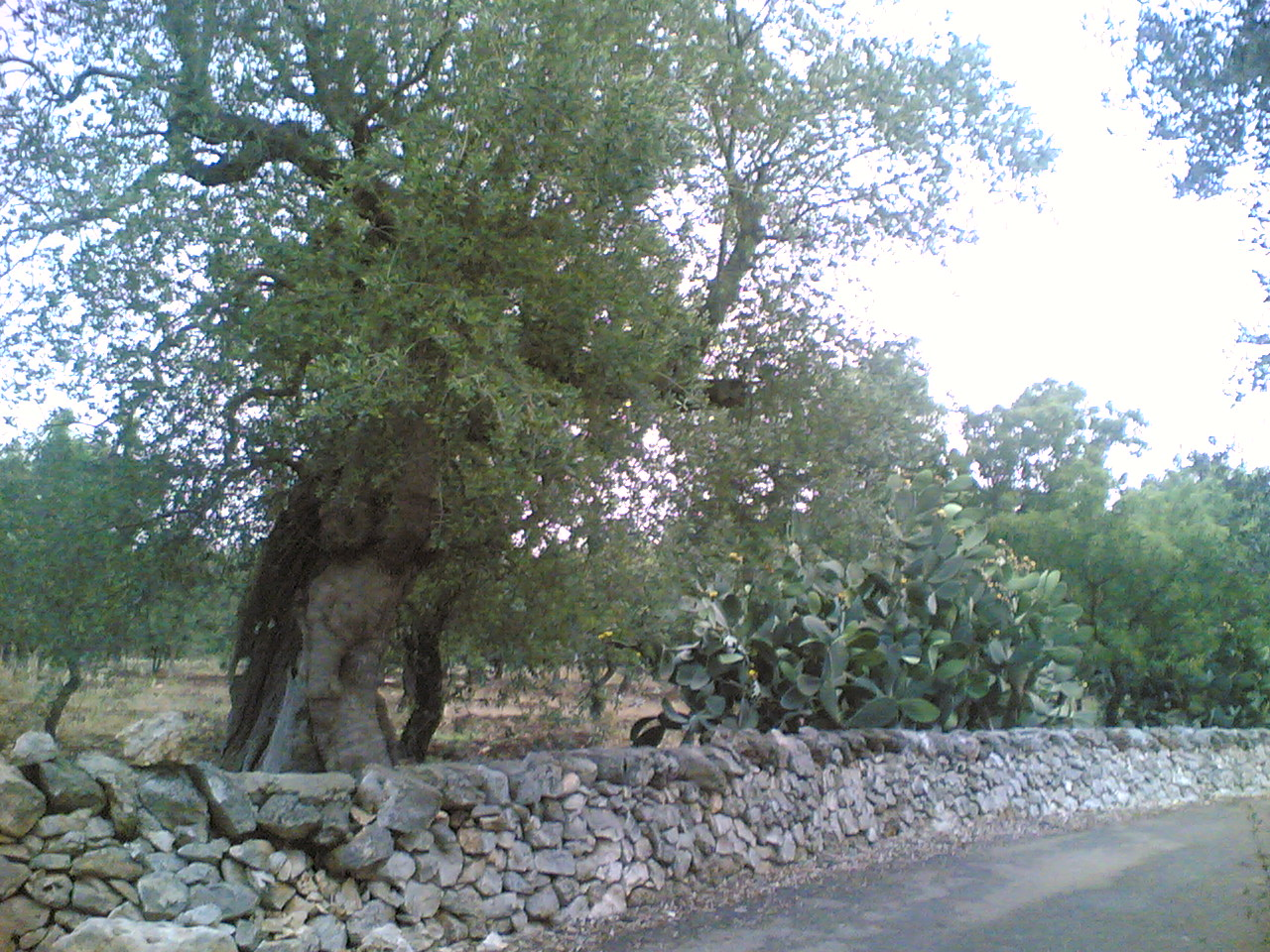
Muro a secco con, in secondo piano, ulivi e fichi d'India

 L'agro fragagnanese è quasi ovunque coltivato, soprattutto con vigne (tipici della zona sono il primitivo e la malvasia nera) e uliveti. La proprietà terriera è generalmente suddivisa in piccoli appezzamenti, separati dai tipici muretti a secco. La pietra è da sempre utilizzata anche per realizzare diverse costruzioni a secco (le pagghiare), una volta utilizzate dai contadini per riposare o per riporvi gli attrezzi da lavoro. Tali costruzioni sono più simili a piccoli nuraghe sardi che ai veri e propri trulli pugliesi.

### Clima
Data la vicinanza al mare (una decina di km in linea d'aria) Fragagnano è caratterizzato, come la quasi totalità dei paesi salentini, da un clima più umido rispetto alla Puglia centro-settentrionale, dove invece la presenza dell'Appennino riduce l'apporto di umidità dei venti provenienti da ovest.
In queste zone l'umidità determina inoltre una più netta alterazione della temperatura percepita: le stagioni estive, sono particolarmente afose, mentre le stagioni invernali, sia pure molto miti e abbondantemente al di sopra dello zero anche nei periodi più freddi, appaiono gelide soprattutto in presenza di vento. 
Tuttavia, a causa delle incursioni balcaniche, sono piuttosto frequenti deboli nevicate di solito tra Gennaio e Febbraio.
| Mese                       | Mesi | Mesi   | Mesi | Mesi | Mesi   | Mesi   | Mesi   | Mesi   | Mesi   | Mesi  | Mesi | Mesi | Stagioni | Stagioni | Stagioni | Stagioni | Anno |
| Mese                       | Gen  | Feb    | Mar  | Apr  | Mag    | Giu    | Lug    | Ago    | Set    | Ott   | Nov  | Dic  | Inv      | Pri      | Est      | Aut      | Anno |
| -------------------------- | ---- | ------ | ---- | ---- | ------ | ------ | ------ | ------ | ------ | ----- | ---- | ---- | -------- | -------- | -------- | -------- | ---- |
| T. max. media (°C)         | 13   | 13     | 15   | 19   | 24     | 28     | 31     | 31     | 28     | 22    | 17   | 14   | 13,3     | 19,3     | 30       | 22,3     | 21,3 |
| T. media (°C)              | 10   | 10,5   | 13,5 | 17,0 | 23,0   | 27,5   | 30,5   | 29,5   | 24,0   | 20,0  | 15,5 | 11,0 | 10,5     | 17,8     | 29,2     | 19,8     | 19,3 |
| T. min. media (°C)         | 4    | 5      | 6    | 9    | 12     | 16     | 18     | 19     | 16     | 12    | 8    | 6    | 5        | 9        | 17,7     | 12       | 10,9 |
| Precipitazioni (mm)        | 46   | 53     | 62   | 36   | 34     | 27     | 27     | 25     | 36     | 60    | 71   | 73   | 172      | 132      | 79       | 167      | 550  |
| Giorni di pioggia          | 6    | 7      | 7    | 5    | 5      | 4      | 3      | 4      | 4      | 6     | 6    | 7    | 20       | 17       | 11       | 16       | 64   |
| Umidità relativa media (%) | 78   | 75     | 73   | 71   | 68     | 63     | 61     | 63     | 66     | 73    | 77   | 80   | 77,7     | 70,7     | 62,3     | 72       | 70,7 |
| Vento (direzione-m/s)      | N 9  | NNW 16 | S 16 | S 16 | SSW 16 | SSW 16 | NNE 16 | NNE 16 | NNE 16 | NNE 9 | N 9  | N 16 | 13,7     | 16       | 16       | 11,3     | 14,3 |

- Classificazione climatica: dal punto di vista legislativo, il comune di Fragagnano con i suoi 1266 gradi giorno ricade nella Zona Climatica C, dunque il limite massimo consentito per l'accensione dei riscaldamenti è di 10 ore giornaliere dal 15 novembre al 31 marzo.
- Classificazione sismica: la Protezione Civile ha inserito il comune e le zone limitrofe nella Zona 4, la più sicura.

## Storia

### Le origini
Fu scelto come sito per le loro capanne circolari, già dagli uomini preistorici di epoca neolitica, all'incirca nel 3000 a.C. Lo testimoniano i reperti trovati negli scavi sul monte Santa Sofia, ormai inglobato nell'attuale centro urbano. Altri scavi, effettuati precedentemente in contrada Cazzato e contrada Pozzo Palo, a qualche chilometro dal paese, hanno riportato alla luce molti altri frammenti di ceramiche della stessa era.

Magna Grecia: in grigio le zone colonizzate da Achei, in blu da Ioni, in marrone chiaro da Dori e in marrone scuro da Greci nordoccidentali.

### L'età classica
Venne abitato certamente anche in epoca greca, perché il sito essendo elevato, ben difeso dalla natura e provvisto di acqua sorgiva, costituiva una ottima condizione abitativa. Ancora oggi dalle rocce circostanti il monte Santa Sofia sgorga la cosiddetta funtaneddhra (fontanella). Certamente la sua posizione geografica, a metà strada tra i messapi di Manduria ed i greci di Taranto, unita alla fertilità della valle lungo l'attuale arteria SS 7 Ter, avrà creato in quei tempi non pochi problemi e conflitti di appartenenza.
Ma di tutta questa storia, lunga millenni, non ci è rimasto nulla, tranne il monte, dove si sta tentando ora di leggere a grosse linee quegli avvenimenti osservando le pietre, con l'aiuto dei tecnici della Sovrintendenza ai Beni Culturali.
Nel 1905, in località Mancini (ad ovest dell'abitato) fu rinvenuto un "tesoretto" contenente alcune monete appartenenti alle zecche di Taras, Metapontion e Thurii del 313 a.C. (cfr. Carducci, pag. 34) e questo certifica la frequentazione di queste terre nel tempo della civiltà magnogreca.

### Il periodo romano
Ma furono i romani a darne l'attuale nome. Infatti il sito è vicinissimo all'antico tracciato dell'Appia antica, l'ultimo tratto di quella grande arteria che partendo da Roma univa nel suo ultimo tragitto Tarentum con Brundisium, porto dell'impero verso l'Oriente. Naturalmente tutti i soldati che facevano la spola tra l'Italia e le province, passavano da qui. Ci saranno passati anche Giulio Cesare e Cleopatra. È ancora visibile la traccia profonda lasciata dai carri nella roccia in contrada Puzzu Uelu, dove è ben riscontrabile un complesso sistema viario a doppia corsia e deviazione, in prossimità di un pozzo scavato nella roccia, miracolosamente salvo, con annessi abbeveratoi per i cavalli e per i soldati. Insomma una "stazione romana".
Pirro, con soldati ed elefanti, venuto dall'Epiro (l'attuale Albania) per combattere i romani che assediavano Taranto, non è forse anch'egli passato per queste strade?
Verosimilmente il toponimo deriva dal gentilizio romano Freganius, nome di un personaggio a cui furono affidate queste terre o per meriti personali o per ragioni militari, come da consuetudine presso i romani.
Il passaggio dal nome proprio Freganius alla dizione Freganianus, è poi ottenuto con l'aggiunta del suffisso -anus che indica l'appartenenza. Nella cartografia del Settecento, è ancora riportato Fregagnano, con la E, ma nella forma dialettale moderna è in uso solo la dizione con la A: infatti si dice Fragnanu e non Fregnanu. A testimoniare l'epoca romana, c'è un tesoretto di quattro monete di epoca repubblicana e rinvenute da un contadino nel 1904 in un terreno vicino ad un monte, attualmente custodite nel Museo nazionale di Taranto e c'è anche una stele funeraria, recante una scritta in latino, rinvenuta in un campo nei dintorni della zona archeologica.

### Dal Medioevo al XX secolo
In età medievale, nell'anno 1278, essendo già scomparso l'imperatore Federico II di Svevia, che aveva fatto edificare torri e castelli ovunque (es. quello maestoso della vicina Oria) allo scopo di contrastare gli attacchi dei saraceni nell'Italia meridionale inviando cavalieri francesi con i nobili combattenti detti de Nanteuil (dell'Antoglietta), su richiesta di Carlo D'Angiò, che conquistarono il Regno di Napoli.
Il 23 settembre 1923 Fragagnano entra a far parte, insieme alla parte occidentale della Terra d'Otranto, della Provincia dello Ionio (Provincia di Taranto dal 1951), nata per gemmazione dall'antica provincia leccese.

### Simboli
Descrizione araldica dello stemma concesso con regio decreto del 17 maggio 1928:
(R.D. del 17 maggio 1928)
Il gonfalone del comune è costituito da un drappo di colore azzurro al centro del quale è posto lo stemma cittadino.

## Monumenti e luoghi d'interesse

### Architetture religiose

#### La Chiesa Madre Santissima Maria Immacolata
In pieno centro, al termine di corso Vittorio Emanuele III, si erge la Chiesa Madre intitolata alla Santissima Maria Immacolata, costruita a ridosso di una primitiva chiesa, databile intorno alla prima metà del XV secolo. Sono tuttora evidenti le tracce di quell'originario edificio, riscontrabili nell'antica porta di ingresso situata ad Ovest del campanile principale e nel piccolo campanile a vela sul lato Nord della cupola.
In mancanza di notizie ufficiali, è possibile tracciare una ricostruzione storica nel complesso architettonico sulla base di iscrizioni d'epoca esistenti all'interno della chiesa stessa. Una pergamena muraria posta in chiave sul grande arco a tutto sesto principale, che separa la navata dal presbiterio, contiene la seguente iscrizione: Templim hoc elemosinis civium conditum A.D MDCCLXXIV (Questa chiesa fu costruita con le offerte dei cittadini nell'anno 1774). Tale data coincide anche con l'ultimazione dei lavori della chiesa e dell'annesso campanile con l'adiacente locale coperto da volte stellare, che presentano identica pavimentazione in mattoni cotti. Nei primi anni dell'Ottocento, venne invece voltata l'elegante cupola della crociera ad opera di maestranze locali e costruito il retrostante oratorio del Santissimo Sacramento, manufatto conclusivo del complesso architettonico.
La conformazione esterna della chiesa è dominata, oltre che dalla massiccia cupola e dalla scenografica facciata, anche da possente campanile a tre livelli, di pregevole fattura settecentesca. Questo presenta in alzato della monofore con arco a tutto sesto, dotate di eleganti balaustre in pietra, che si aprono sul lato est del primo livello, su due lati del secondo e su quattro del terzo.
Sul lato nord della cupola, in corrispondenza dell'angolo fra navata e presbiterio, risalta, ancora in buono stato di conservazione il già citato cinquecentesco campanile a vela con un'unica apertura a tutto sesto, sormontata da un timpano, a sua volta coronato da tre pinnacoli.
La facciata ad ovest, in stile tardo barocco, domina la visuale dalla via principale del paese su un'ampia scalinata in conci di tufo che conduce al portale d'ingresso.
All'interno le esigue decorazioni rappresentate da affreschi con pitture ad olio presenti sui pennacchi tra gli arconi del presbiterio, sulle quattro facce del tamburo prive di finestre, sugli spicchi interni della cupola e sulla lunetta della parete terminale dell'abside, sono state eseguite da artisti locali nei primi anni del Novecento. Sui pennacchi sono rappresentati i quattro evangelisti intenti a comporre le proprie scritture; sul tamburo durante gli ultimi restauri sono venuti alla luce quattro murali, raffiguranti episodi della vita di san Francesco d'Assisi e di sant'Antonio di Padova, risalenti sicuramente alla metà del Settecento. In una della cappelle sulla sinistra, interessante è la tela della Madonna del Rosario di autore ignoto.
All'interno della chiesa sono inoltre conservate le reliquie di sant'Antonio di Padova, protettore di Fragagnano, e del beato Bartolo Longo.

#### La chiesa della Madonna del Carmine
La costruzione di una prima chiesa è databile sicuramente al periodo precedente al 1779, anno a cui risale la costituzione della prima confraternita. Ma nel 1911 fu costruita, a spese della cittadinanza, l'attuale chiesa intitolata alla Madonna del Carmine, anche detta Madonna del Carmelo.
La facciata si presenta sobria e lineare: gli elementi decorativi sono le quattro lesine, ai due lati del portale, sormontati da finti capitelli di tipo corinzio, con foglie d'acanto. La struttura architettonica dell'edificio, in tufo caratteristico della zona, è massiccia e comprende una cupola emisferica, poggiante su un tamburo poligonale, alla cui sommità vi è il campanile. La chiesa ha pianta longitudinale a navata unica e le navate laterali sono ridotte a semplice cappelle non comunicanti tra loro.
All'interno è presente un pulpito ligneo e, sui quattro pennacchi, si possono osservare altrettanti Santi carmelitani. L'interno della cupola, estremamente danneggiato da infiltrazioni d'acqua, mostra un'immagine della Vergine del Carmine che porge lo scapolare all'anime del Purgatorio. La prima cappella sinistra contiene una interessate tela, di Giuseppe Sampietro, che rappresenta, probabilmente, San Rocco.

#### La cappella della Madonna del Favore
La cappella della Madonna del Favore è posta a circa un chilometro ad ovest del centro abitato, sul bordo dell'attuale strada provinciale per Grottaglie. Le prime fonti storiche certe della cappella risalgono al maggio del 1577, quando l'allora arcivescovo di Taranto, Lelio Brancaccio, giunge in visita a Fragagnano dove tra le varie chiese presenti a quell'epoca nel territorio circostante l'abitato, trova e descrive una chiesa rurale dedicata a Sancta Maria de lo Favore. Ma certamente la chiesetta è anteriore a tale periodo, soprattutto se si considera l'orientamento dell'ingresso, tipico delle chiese di rito greco.
Secondo la tradizione, comunque, la cappella nacque in seguito al rinvenimento di un'icona raffigurante la Vergine all'interno di un pozzo posto nelle vicinanze.
Nel corso del tempo la chiesetta ha subito vari restauri ed attualmente si presenta in un buono stato di conservazione, grazie alla manutenzione periodica effettuata dai devoti. Il culto della Madonna del Favore è ancora oggi radicato nella tradizione fragagnanese, e annualmente si rinnova attraverso una caratteristica processione che, partendo dalla chiesa del Carmine, raggiunge la chiesetta.

#### La chiesetta rupestre
Sulla strada statale 7 ter, nei pressi di via Cesare Battisti è ubicata una chiesetta rupestre abbandonata. Si tratta di una chiesa dedicata alla Vergine come dimostra la scritta ormai sbiadita Ave Maria posta sull'arco che sovrasta la porta d'ingresso. La facciata a capanna e con cuspide centrale presenta riquadri con elementi decorativi. Nell'interno la campata è rettangolare formata da quattro pilastri con volta a crociera. Sulla parte frontale dell'abside all'interno di un'edicola è inserito un affresco, chiara espressione di vita quotidiana e agricola affidata alla protezione della Madonna. Vi sono rappresentati la Madonna, la famiglia e attrezzi agricoli posti ciascuno ai vertici di un triangolo. La Madonna e Gesù Bambino sono immersi in un campo di grano dorato, il Bambino ha in mano un fascio di spighe, così come il bambino seduto tra la madre in atto di preghiera e il padre che osserva. La chiesetta situata in un'area privata è rimasta attiva fino ai primi anni settanta.

#### Le edicole votive
Numerose sono infine le edicole votive. Nella maggioranza dei casi, esse costituiscono in piccoli vani a pianta quadrata, rettangolare, ovale o semicircolare, inseriti nella struttura esterna di un edificio. All'interno di queste strutture architettoniche è inserita una immagine sacra, solitamente dipinta sul legno o affrescata, o ancora realizzate in materiali plasmabili quali la terracotta. Nelle edicole più antiche, gli affreschi, degradati dal tempo, sono stati coperti con calce e sostituiti da stampe o statuette di poco conto.
Le edicole venivano costruite per devozione, o in relazione a ipotetici miracoli o ancora in riferimento a particolari avvenimenti (come guerre ed epidemie), per questo la quasi totalità delle edicole fragagnanesi sono rivolte a sant'Antonio di Padova, protettore del paese, a san Giuseppe o alla Madonna.

### Architetture civili

#### Il palazzo baronale
Viene così costruito, intorno alla robusta torre di epoca medievale a base quadrata, provvista di ponte levatoio e di fossato perimetrale, l'elegante e sobrio Palazzo Baronale di gusto rinascimentale, che domina ancora la valle degli ulivi a sud, accompagnando agevolmente lo sguardo fino al mare, oltre i tetti di Lizzano. Situato nel centro storico, fu costruito nel 1587, sicuramente a scopo difensivo ed è ritenuto il palazzo più antico del paese. La costruzione è fatta con conci di carparo perfettamente squadrati, ricoperti da uno strato di calce nel solo prospetto meridionale. Alcuni decenni fa sono state rinvenute ossa umane al di sotto del pavimento del piano inferiore, da ricollegare, probabilmente, alla presenza dei trabocchetti.
Sul lato occidentale di un suo terrazzo, proprio a dominare il bel centro della piazza Regina Elena, si erge la statua in carparo di Santa Irene, antica protettrice di Lecce, mentre salendo sulla sommità della sua torre antica, si possono osservare senza troppi sforzi i castelli circostanti di: Monteparano, Roccaforzata, San Marzano di San Giuseppe, Grottaglie, Sava e addirittura quello più lontano di Oria.
Nel Novecento, il Palazzo Baronale, ormai disabilitato, diviene proprietà della famiglia Tamborino Frisari di Maglie e viene in parte utilizzato a stabilimento vinicolo. Così gli vengono scavate e cementate capienti cisterne per il contenimento del vino. È risorto negli anni settanta, quando è stato adibito temporaneamente a sede del Municipio ed attualmente, tornato ad essere di nuovo abbandonato, è in attesa di essere richiamato all'attenzione di tutti. Infatti nella volontà degli attuali proprietari è allo studio la possibilità di adibirne i locali del piano terra a Museo, ove custodire i numerosi reperti archeologici dell'antico sito, divisi tra il Museo di Taranto ed altre collezioni private.

#### Il palazzo marchesale
Nel 1701, viene edificato (prospiciente l'attuale piazza Regina Elena) l'imponente Palazzo Marchesale, per volere del marchese Francesco Maria dell'Antoglietta, sensibile poeta dell'Arcadia, essendo il vecchio Palazzo Baronale non più rispondente ai nuovi gusti della filosofia barocca. Il nuovo edificio, quasi di fronte al primo, sobrio, imponente ed allo stesso tempo elegante, diviene così la nuova residenza dei marchesi fino al 1797, anno in cui i coniugi dell'Antoglietta cedettero tutte le loro proprietà alla famiglia Carducci Agustini di Taranto, che divennero i nuovi ed ultimi feudatari di Fragagnano.
Il palazzo, che rappresenta sicuramente la tessera più preziosa del centro storico fragagnanese, era la residenza abituale dei marchesi che ne hanno mantenuto la proprietà fino all'abolizione del feudalesimo. A pianta rettangolare, in carparo rosato, è una struttura al di fuori dei consueti canoni barocchi, è anzi un esempio di soluzione architettonica polivalente, che serviva tanto da residenza quanto da fortificazione. Una maestoso portale immette in un cortile trapezoidale dal quale prendono luce gli ambienti superiori. Al tempo del suo massimo splendore il piano superiore era formato da un ampio salone dai tetti voltati a crociera semplice o stellare e una stanza, detta la camera pittata, conteneva degli affreschi simili per stile alle pitture pompeiane. Gli alloggiamenti degli stallieri, magazzinieri, il corpo di guardia e le cucine erano ubicate a piano terra che aveva nel retro anche le stanze e gli abbeveratoi. Nel retrostante giardino, provvisto di pergolato e odoroso frutteto, i marchesi trovavano refrigerio nei giorni di calura.
Non sono mancati nel corso degli ultimi anni progetti di risanamento, da quando un incendio ne devastò i tetti nel 1920, consegnandolo ad un lento, ma inesorabile, degrado. I piani di restauro non hanno tuttavia mai trovato validi riscontri sul livello pratico, cosicché il palazzo non è utilizzabile se non per poche sale al piano terra.
Trasferitasi a Taranto la famiglia Carducci, il grande palazzo è stato abbandonato e donato (nl 1979) al Comune, nel tentativo di salvarlo dal degrado inesorabile. L'edificio è attualmente imprigionato da antiestetiche orditure metalliche che ne rallentano l'inesorabile crollo, causato dalle crepe e dalle intemperie che penetrano nel palazzo dall'alto, no avendo più la struttura un tetto.

#### Altri palazzi signorili
Nei primi anni dell'Ottocento è stato edificato nell'antica via Garibaldi, l'elegante e signorile Palazzo Fanuzzi, attualmente abitato dagli eredi Russo. Di mirabile fattura il cortile interno con l'ampio scalone.
Ancora nella elegante via Garibaldi angolo Pozzo dolce, è presente il signorile palazzo Tomaselli, tipica residenza della borghesia terriera pugliese, con al piano terra un'ampia rimessa di attrezzi e macchine agricole ed il primo piano adibito a piano signorile dalle eleganti e simmetriche linee neoclassiche.

## Società

### Evoluzione demografica
Abitanti censiti

Al 31 dicembre 2023risiedevano a Fragagnano 119 cittadini stranieri, pari al 2,38% della popolazione.

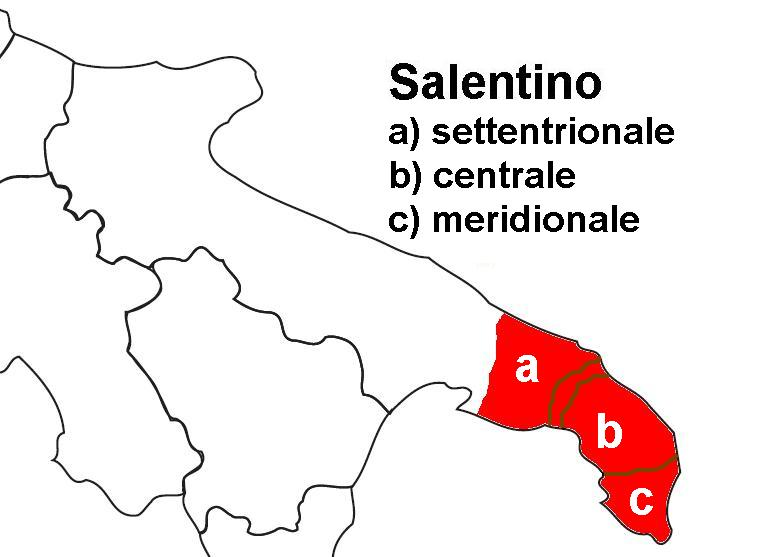
Diffusione del dialetto Salentino

### Lingue e dialetti
Il dialetto parlato a Fragagnano è il dialetto salentino nella sua variante settentrionale che corrisponde al dialetto brindisino. Il dialetto salentino, appartenente alla famiglia delle lingue romanze e classificato nel gruppo meridionale estremo, si presenta carico di influenze riconducibili alle dominazioni e ai popoli stabilitisi in questi territori nei secoli: messapi, greci, romani, bizantini, longobardi, normanni, albanesi, francesi, spagnoli.

### Tradizioni e folclore
Nell'ambito delle tradizioni popolari a Fragagnano si festeggiano:
- Il 13 e il 14 marzo, si perpetua la tradizionale fiera agricola con un'importante esposizione di prodotti artigianali locali ed attrezzatura meccanica che soppianta l'antica esposizione di animali da traino e da latte.
- il Giovedì santo si perpetua il rito della processi dei Misteri e quello dell'adorazione dei sepolcri allestiti nelle due chiese del paese.
- A giugno è festeggiata la Solennità del Corpus Domini con una processione che attraversa le strade del paese.
- L'11, il 12 e il 13 agosto, si effettuano i festeggiamenti in onore del santo patrono, Sant'Antonio di Padova, con la tradizionale festa dell'emigrante. La festa prende questo nome in considerazione del fatto che non avviene il 13 giugno, come da calendario, ma a metà agosto, periodo nel quale la maggior parte dei fragagnesi emigrati in cerca di lavoro, tornava in paese per il periodo di vacanze estive.

## Infrastrutture e trasporti

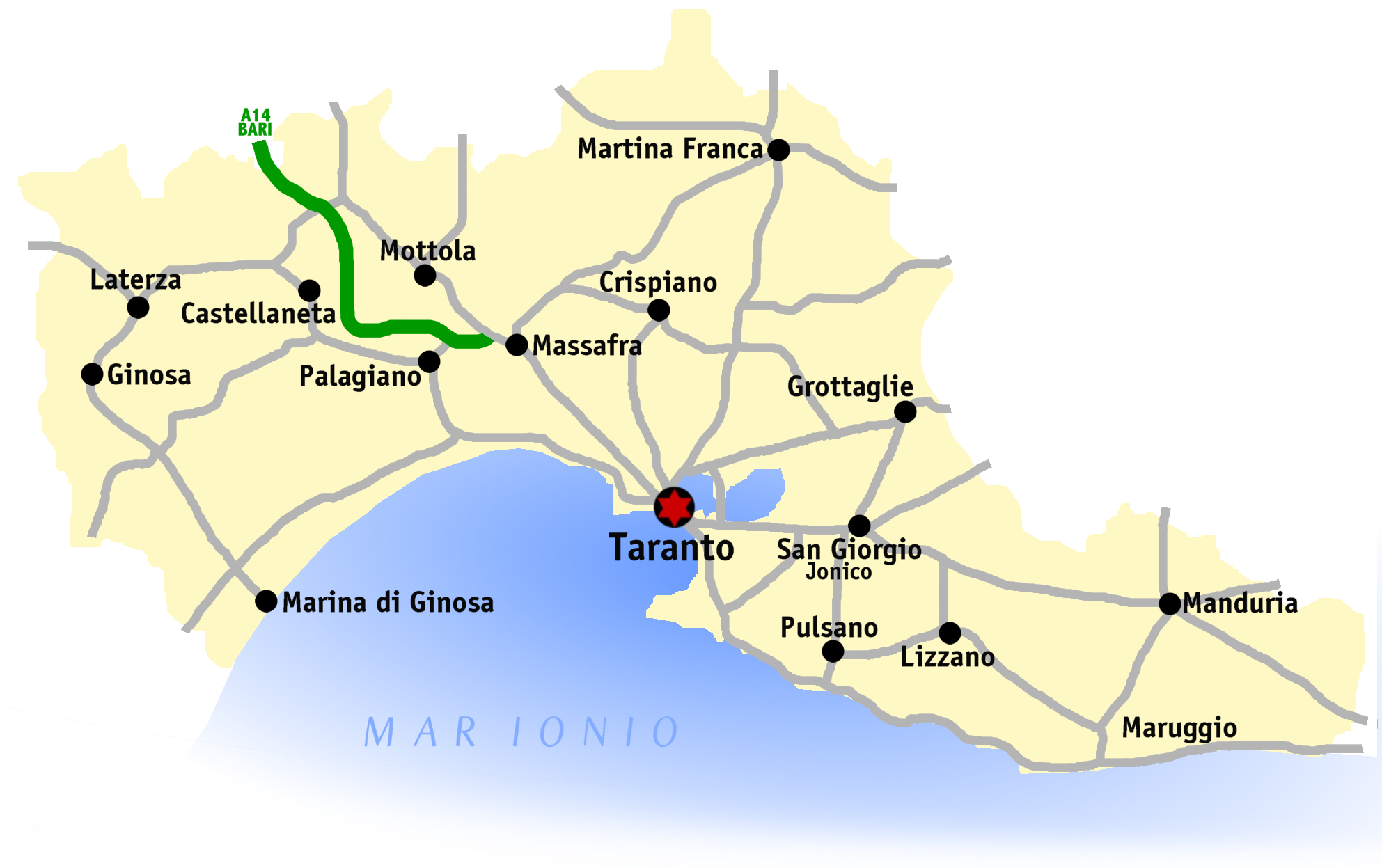
Collegamenti della Provincia di Taranto

### Strade
- S.S. 7 ter Salentina che collega il capoluogo ionico salentino a Lecce e che attraversa Fragagnano nella zona sud.
- S.S. 7 Appia la quale nel suo ultimo tratto collega Taranto a Brindisi e che passa nei pressi del territorio comunale.
- Il comune sorge esattamente a metà strada, e pochi minuti in auto, tra la precedente strada statale e un'altra importante arteria: la Litoranea Salentina che unisce Taranto all'estremità meridionale della provincia di Lecce.

### Mobilità urbana
La mobilità pubblica a Fragagnano è garantita grazie a una capillare presenza sul territorio degli automezzi delle Ferrovie del Sud Est e della C.T.P. - Trasporti Pubblici Locali.

## Amministrazione
L'amministrazione di Fragagnano a partire dagli anni novanta ha subito una forte frammentazione. Infatti solo uno dei sindaci eletti è riuscito a raggiungere la fine naturale del suo mandato. Per tutti gli altri l'iter amministrativo si è sempre interrotto anticipatamente con lo scioglimento del consiglio comunale e con la nomina, da parte del Prefetto di Taranto, di un Commissario straordinario.
Verso la fine degli anni 2000 la crisi dei partiti e la crescente sfiducia degli elettori fragagnanesi ha prodotto la nascita di liste civiche cittadine sempre più numerose. Questo processo ha condotto sempre più i tradizionali partiti a non concorrere alla carica di primo cittadino, se non attraverso altre liste a loro collegate. La sferzata decisiva arriva alle elezioni amministrative del 2011, quando nessuno dei partiti tradizionali si presenta direttamente alle elezioni, e a concorrere alla carica di sindaco sono quattro esponenti di altrettante liste civiche. La situazione si cristallizza nel 2016 quando salgono a cinque le liste (tutte civiche) a concorrere per il palazzo del governo e tra queste vince, per la prima volta, una lista non appoggiata dai tradizionali partiti nazionali.
| Periodo          | Periodo          | Primo cittadino      | Partito                             | Carica     | Note    |
| ---------------- | ---------------- | -------------------- | ----------------------------------- | ---------- | ------- |
| 11 marzo 1989    | 26 luglio 1990   | Lorenzo De Carlo     | DC                                  | Sindaco    |         |
| 3 giugno 1991    | 19 maggio 1992   | Amedeo Chianura      | DC                                  | Sindaco    |         |
| 6 giugno 1992    | 5 luglio 1994    | Carlo Aprile         | MSI-DN                              | Sindaco    | dimesso |
| 6 luglio 1994    | 19 novembre 1994 | Francesco Calcagni   |                                     | Comm. Str. |         |
| 20 novembre 1994 | 9 febbraio 1998  | Rocco Spada          | Lista Area Governo                  | Sindaco    | dimesso |
| 10 febbraio 1998 | 23 maggio 1998   | Paola Galeone        |                                     | Comm. Str. |         |
| 24 maggio 1998   | 14 agosto 2001   | Raffaele Paladini    | L'Ulivo                             | Sindaco    | dimesso |
| 15 agosto 2001   | 25 maggio 2002   | Daniela Buccoliero   |                                     | Comm. Str. |         |
| 26 maggio 2002   | 28 maggio 2007   | Rocco Spada          | Casa delle Libertà                  | Sindaco    |         |
| 29 maggio 2007   | 12 gennaio 2011  | Maria Teresa Alfonso | L.C. di C.S. "Uniti per Fragagnano" | Sindaco    | dimessa |
| 13 gennaio 2011  | 15 maggio 2011   | Antonio Paglialonga  |                                     | Comm. Str. |         |
| 16 maggio 2011   | 29 aprile 2016   | Michele Andrisano    | L.C. di C.D. "per Fragagnano"       | Sindaco    | dimesso |
| 2 maggio 2016    | 5 giugno 2016    | Adriana Famà         |                                     | Comm. Str. |         |
| 6 giugno 2016    | 3 ottobre 2021   | Giuseppe Fischetti   | L.C. "Fragagnano 2 Punto Zero"      | Sindaco    |         |
| 4 ottobre 2021   |                  | Giuseppe Fischetti   | L.C. "Fragagnano 4 Punto Zero"      | Sindaco    |         |

## Sport
Il Campo Comunale Santa Sofia è situato nella zona orientale di Fragagnano. Presenta il manto in erba sintetica con gradinate coperte sul lato occidentale. Viene principalmente usato per le partite casalinghe della società di calcio A.S.D. Audace Fragagnano 2020 iscritta al campionato di Prima Categoria Pugliese 2023-2024. In precedenza l'impianto veniva usato per le gare della squadra U.S.D Fragagnano 1989, che fino al 2014-2015 militava in Promozione Pugliese.